# Hydrangea chinensis
Tú cầu Trung Quốc (danh pháp hai phần: Hydrangea chinensis) hay hoa bát tiên là một loài thực vật có hoa trong họ Tú cầu. Loài này được Maxim. mô tả khoa học đầu tiên năm 1867.